# Becco Alto d'Ischiator
Il Becco Alto d'Ischiator (Grand Cimon de Rabuons in francese) è una montagna delle Alpi Marittime, posta fra Italia e Francia, sita a Sud del Monte Tenibres, e alta 2998 m s.l.m.

## Caratteristiche
Si trova sulla cresta di confine tra Francia e Italia, alla testata del vallone di Ischiator, valle laterale della Valle Stura. La vetta è punto d'incontro dei territori dei comuni di Vinadio e Pietraporzio in Italia, e di Saint-Étienne-de-Tinée in Francia.
Si presenta come una cima aguzza, caratterizzata da tre creste principali che si dipartono dalla vetta. Le due creste che costituiscono il confine di stato e lo spartiacque con l'attigua valle francese della Tinée si diramano in direzione sud ed in direzione nord-ovest, mentre la terza cresta, spartiacque con il vallone del Piz, segue dapprima un andamento deciso verso est, per poi piegare verso nord-est. La montagna è idealmente delimitata da tre passi: la forcella d'Ischiator a sud, il passo Tres Puncias a nord-ovest, il passo Laris a nord-est. Vista da lontano, la vetta presenta una certa rassomiglianza con il Cervino.
L'intera montagna è costituita da gneiss biotitici e migmatitici, appartenenti al massiccio cristallino dell'Argentera.
La montagna è nota in Francia con il nome di grand cimon de Rabuons, con riferimento al sottostante circo montuoso di Rabuons, ornato dal grande lago omonimo, ben visibile dalla cima.
Il nome italiano sembra derivare da una base prelatina, *ischia, con significato di luogo scivoloso. Si pronuncia con l'accento sulla "o": Ischiatòr.

## Ascensioni

### Prima ascensione
La prima ascensione documentata fu effettuata il 28 giugno 1890 dall'alpinista austriaco Ludwig Purtscheller.

### Via normale estiva
L'accesso normale in stagione estiva avviene dal vallone d'Ischiator. Lasciando i mezzi poco sopra la frazione di Besmorello (dopo Bagni di Vinadio), si risale il vallone seguendo il sentiero P26. Superato il rifugio Migliorero, si prosegue fino alla base della parete meridionale della cresta nord-ovest, che si risale (sempre per sentiero) puntando al passo Laris. Qui si passa sul versante opposto, e si traversa verso occidente per tracce di sentiero su sfasciumi, risalendo quindi verso la vetta, che si raggiunge superando alcuni facili passi di arrampicata su roccette.
L'itinerario è al limite tra escursionismo ed alpinismo: alcune descrizioni ne danno una difficoltà alpinistica valutata in F, mentre altre descrizioni parlano di una difficoltà escursionistica valutata in EE.

### Accesso invernale
La via normale estiva è accessibile anche d'inverno, come itinerario di scialpinismo.
È possibile raggiungere la vetta anche avvicinandosi dal vallone del Piz, appoggiandosi al rifugio Zanotti, e salendo verso il Passo Laris dal versante settentrionale. Da qui il percorso si sviluppa sulla via normale.

### Punti d'appoggio
- Rifugio Migliorero nel vallone d'Ischiator
- Rifugio Zanotti nel vallone del Piz

### Cartografia
- Cartografia ufficiale dell'Istituto Geografico Militare in scala 1:25.000 e 1:100.000, consultabile on line
- Sistema Informativo Territoriale della provincia di Cuneo, su base cartografica 1:10.000
- Istituto Geografico Centrale - Carte dei sentieri 1:50.000 n.8 "Alpi Marittime e Liguri" e 1:25.000 n. 113 "Parco naturale dell'Argentera"